# Bombay-Brief

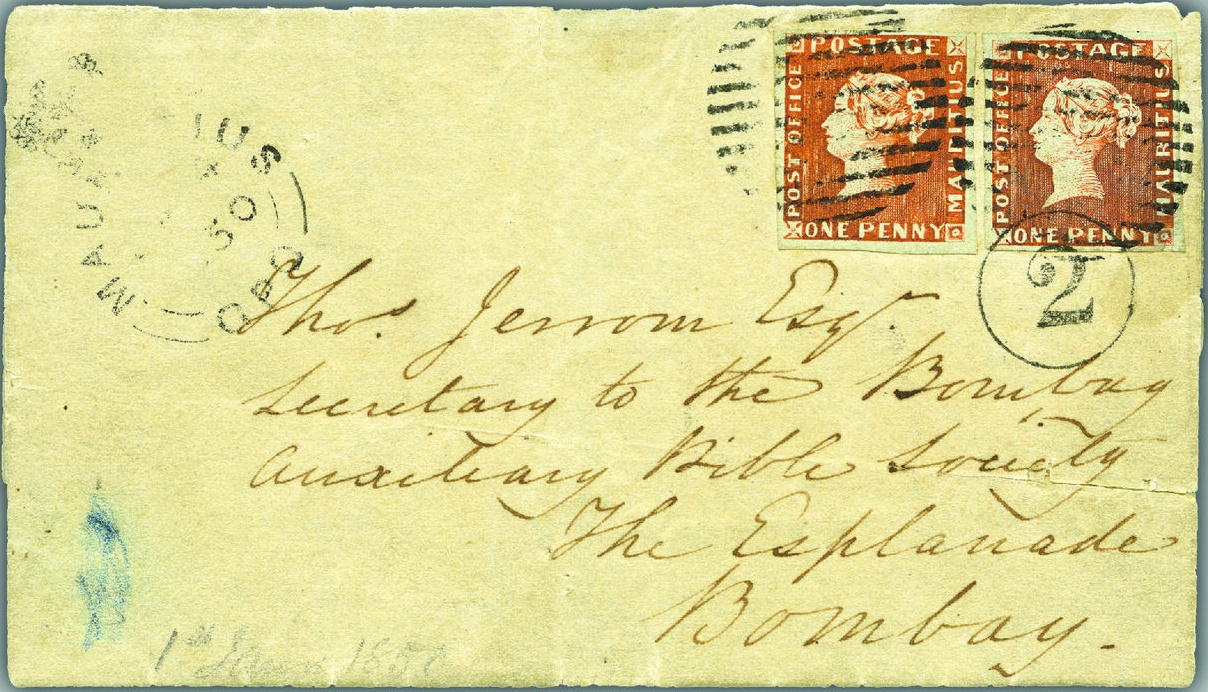
Bombay-Brief

Der Bombay-Brief oder Jerrom-Brief ist eines der wertvollsten philatelistischen Sammelstücke, beklebt mit zwei Roten Mauritius.

## Merkmale
Es ist ein Faltbrief mit zwei postalisch verwendeten Rote-Mauritius-Briefmarken (Moens Nummern XVIII und XIX). Diese beiden Marken sind rechts oben nebeneinander aufgeklebt. Die Marken sind jeweils mit Gitter-Rundstempel entwertet. Außerdem befindet sich ein Stempel mit „MAURITIUS G.P.O.“ mit Stempeldatum 4. Januar 1850 links oben auf dem Brief. Adressiert ist der Brief an den Geistlichen Thos. Jerrom Esq., The Esplanade, Bombay.

## Geschichte
Im Jahr 1897 entdeckte Charles Howard den Brief auf einem indischen Bazar und verkaufte ihn ein Jahr später für 1.600 Britische Pfund an W. H. Peckitt. Über eine Zwischenstation gelangte er 1905 für 2.000 Britische Pfund wieder zurück an Peckitt. Dann kam er 1906 an G. H. Worthington, 1917 an Alfred F. Lichtenstein, der ihn seiner Tochter Louise Boyd Dale vererbte. Nach ihrem Tod erwarb ihn die Firma Raymond H. Weill Co. aus New Orleans für 380.000 US-Dollar. 1989 wurde er erfolglos von Christie’s für 3 bis 4 Millionen Schweizer Franken zu veräußern versucht. 1990 erwarb ihn Guido Craveri, der ihn dann an Chan Chin Cheung verkaufte. Dann im Jahr 1996 erwarb ihn Craveri zurück von Cheung. Im Jahr 2007 ging er über David Brandon an einen russischen Sammler. Im Dezember 2016 hat diesen Brief ein tschechischer Sammler für 2 Millionen Euro gekauft.